# Copenhagen Admiral Hotel
Copenhagen Admiral Hotel er et hotel beliggende ved Københavns havnefront nær Kvæsthusbroen.

## Bygningens historie
Hotellet er grundlagt i 1978, men har til huse i en bygning med en lang historie bag sig. Den blev opført i 1780'erne af militærarkitekten Ernst Peymann for Det Østersøisk-guineiske Handelsselskab og stod færdig i 1787. Den blev imidlertid snart efter anvendt som korntørringsmagasin for handelsfirmaet Pingel, Meyer, Prætorius og Co. og blev fredet i 1959 (indtil 1980 i klasse B, dvs. kun det ydre). Pakhuset er bygget af de bedste råmaterialer og er med sin arkitektoniske skønhed et talende vidnesbyrd om 1780'ernes rige handelsperiode. Husets imponerende bjælker er af fyr fra de mægtige skove i Pommern.
Det var de store sejlskibes æra, havnen var et mylder af driftig aktivitet, og netop her, hvor dette pakhus ligger, var hjertet i hele skibstrafikken til det øvrige Danmark og resten af verden. Udover kornhandlen i Østersøområdet, var både Det Østersøisk-Guineiske Handelsselskab og Pingel, Meyer og Prætorius aktive i den danske slavehandel, hvor de havde privilegie på at indkøbe de indfangne afrikanere ved de danske forter i det nuværende Ghana, og fragte dem til slaveriet på de vestindiske plantager. De to pakhuse, som i dag udgør hotellet, kunne rumme 30.000 tønder korn, og en korntørringsovn indrettedes for kongelig regning. Selve midtersektionen, som forbinder de to pakhuse, og som i dag rummer elevatorer mv., blev først indføjet ca. 100 år efter pakhusene, i 1885.
Ved Københavns bombardement i 1807, hvor husene brændte, og gaderne fyldtes af husvilde, sårede og døde, blev mange af de sårede indkvarteret, hvor den gamle korntørringsovn tidligere havde stået.

## Bygningen som hotel
Arkitekter ved restaurering og ombygning til hotel var Ole Ramsgaard Thomsen (1937-2001) og Flemming Hertz (1936-2016). Hotellet blev grundlagt af 'hotelkongen' Henning Remmen, der også ejede Hotel D'Angleterre. Copenhagen Admiral Hotel åbnede 15. januar 1978 efter en grundig restaurering af de gamle pakhuse. Kort efter åbningen blev restaureringsprojektet og dermed hotellet hædret ved tildelingen af et Europa Nostra-diplom for “i særlig grad [at have bidraget] til bevaring og berigelse af den europæiske arkitektur”.
Ved åbningen i 1978 var hotellet Danmarks næststørste. Der er i dag kommet flere store hoteller til i København, og Copenhagen Admiral Hotel er nu det 8. største.
Restaureringsprojektet og hotellet blev 1978 hædret ved tildelingen af Europa Nostra-diplom for, "i særlig grad at have bidraget til bevaringen og berigelsen af den europæiske arkitektur".

## Renoveringen i 2004 og 2018
Bygningen blev senest renoveret for 70 mio. i 2004 under overskriften ”Gammelt og nyt i maritim blanding”. Værelser, Lobby, konferenceområde og havnepromenaden er nu state of the art. Salt restaurant som også ligger i bygningen er i samarbejde med Conran & Partners blevet renoveret og udvidet, blandt andet med en udendørs sommerafdeling.
Fra 2018-2020 blev alle 366 værelser på hotellet  renoveret.

## Admiral Kaj
Admiral Kaj ligger ud for Copenhagen Admiral Hotel.
Kajen ligger tæt på Amaliehaven.